# José Antonio Crespo Mendoza
José Antonio Crespo Mendoza es un historiador y analista político mexicano.
Es licenciado en Relaciones Internacionales de El Colegio de México, con una Maestría en Sociología Política y un doctorado en Historia por la Universidad Iberoamericana. En 1993 participó como investigador invitado en la Universidad de California, San Diego
Es articulista del diario El Universal. y analista del programa de análisis político Primer Plano entre 2002 y 2024.
Fue investigador del Centro de Investigación y Docencia Económicas (CIDE).

## Obras literarias
- Urnas de Pandora. Espasa Calpe. 1995
- Jaque al Rey. Joaquín Mortiz. 1995
- Votar en los Estados. Porrúa. 1996
- ¿Tiene Futuro El Pri?. Grijalbo. 1998
- Fronteras Democráticas en México. Oceáno/Cide. 1999
- Los Riesgos de la sucesión presidencial. Centro de Estudios de Política Comparada. 1999
- Pri: de la hegemonía a la oposición.  Centro de Estudios de Política Comparada. 2001
- Fundamentos Políticos de la Rendición de Cuentas. Congreso de la Unión. 2002
- La Democracia Real, explicada a niños y jóvenes. México. Fondo de Cultura Económica. 2004
- El Fracaso Histórico del Presidencialismo Mexicano. México. Centro de Estudios de Política Comparada. 2006
- 2006; Hablan las Actas. Random House Mondadori. 2008
- Contra la Historia Oficial. Random House Mondadori. 2009
- Trilogía de la Conquista (Antes, Durante y Después). Ed. Independiente. 2015.
- ¡Al Grito de Guerra!, Historia y significado del himno nacional. Ed. Independiente. 2016.